# Диалект Хиды
Диалект Хиды (яп. 飛騨弁 хида-бэн) — один из диалектов японского языка, распространённый около города Хида, в префектуре Гифу. Наряду с южным диалектом мино, является одним из основных говоров префектуры. Носители диалекта Хиды пользуются несколькими характерными словами:
| Диалект хида | Часть речи          | Литературный японский | Перевод                          |
| ------------ | ------------------- | --------------------- | -------------------------------- |
| аситари      | существительное     | асита                 | завтра                           |
| аппо         | существительное     | моти                  | лепёшки из риса, моти            |
| дасикан      | прилагательное      | дамэда                | нехорошо, неправильно            |
| гадэ         | существительное     | цукайдэ               | количество                       |
| гэбасу       | непереходный глагол | сиппай суру           | потерпеть неудачу                |
| кэнаруй      | прилагательное      | ураямасий             | завистливый                      |
| косуй        | прилагательное      | дзуруй                | хитрый, нечестный                |
| коцукару     | непереходный глагол | буцукару              | сталкиваться, налетать           |
| коцукэру     | переходный глагол   | буцукэру              | ударять, быть, стукать           |
| мосивакэнай  | прилагательное      | ковай                 | страшащийся чего-либо            |
| матадзи      | существительное     | катадзукэ             | наведение порядка, уборка        |
| матадзисуру  | переходный глагол   | катадзукэру           | убирать                          |
| оку          | переходный глагол   | ямэру                 | останавливаться                  |
| охару        | переходный глагол   | хосигару              | желать, хотеть                   |
| ори          | местоимение         | ватаси, боку, орэ     | я                                |
| осогай       | прилагательное      | ковай                 | страшащийся                      |
| одзой        | прилагательное      | варуй                 | плохой (в том числе по качеству) |
| утатэй       | прилагательное      | аригатай              | благодарный                      |
| вари         | местоимение         | аната, кими           | ты, вы                           |
| мон дэ       | связка              | но дэ                 | потому что                       |